# Daniel Sadzikowski
Daniel Sadzikowski (ur. 20 stycznia 1994 w Chrzanowie) – polski szachista, arcymistrz od 2017 roku.

## Kariera szachowa
W 2001 r. zdobył we wsi Załęcze Wielkie tytuł mistrza Polski przedszkolaków. W kolejnych latach wielokrotnie startował w finałach mistrzostw Polski juniorów w różnych kategoriach wiekowych, zdobywając dwa medale: złoty (Kołobrzeg 2004) i brązowy (Wisła 2003), oba w kategorii do 10 lat. W 2007 r. zajął III m. (za Olegiem Kalininem i Witalijem Koziakiem) w rozegranych w Rabce-Zdroju otwartych mistrzostwach Podhala. W 2009 r. samodzielnie zwyciężył w otwartym międzynarodowym turnieju w Mariańskich Łaźniach, natomiast w Warnie zdobył tytuł srebrny medal w Mistrzostwach Europy Szkolnych Drużyn Szachowych, reprezentując Zespół Szkół nr 1 w Chrzanowie. W 2010 r. podzielił II m. (za Aleksiejem Gorbatowem, wspólnie z Milanem Babulą) w kołowym turnieju w Mariańskich Łaźniach, podzielił IV m. w turnieju open w Warnie oraz odniósł największy sukces w dotychczasowej karierze, zdobywając w Porto Carras tytuł wicemistrza świata juniorów do 16 lat. W 2011 r. zdobył w Jassach tytuł drużynowego mistrza Europy juniorów do 18 lat, sukces ten powtarzając w 2012 r. w Pardubicach. W 2014 r. podzielił I m. (wspólnie z Piotrem Dobrowolskim) w Górze Świętej Anny oraz samodzielnie zwyciężył w Międzynarodowym Arcymistrzowskim Turnieju Klubu Polonia Wrocław we Wrocławiu.
Najwyższy ranking w dotychczasowej karierze osiągnął 1 sierpnia 2017 r., z wynikiem 2594 punktów zajmował wówczas 11. miejsce wśród polskich szachistów.